# 對馬洋勝満
 對馬洋 勝満（つしまなだ まさみつ、1993年6月27日 - ）は、長崎県諫早市出身で、境川部屋所属の現役大相撲力士。本名は梅野 勝満（うめの まさみつ）。身長185.0cm、体重143.0kg、血液型はA型。最高位は東十両9枚目（2023年3月場所）。

## 経歴
諫早市立湯江小学校4年次に、地元の相撲道場（両国少年相撲クラブ）で相撲を始めた。諫早市立高来中学校時代はバスケットボール部に所属したが、部活引退後に相撲の大会に出場したところ、勝ち進んで全中に出場したことで高校の相撲部から勧誘され、諫早農業高校農業土木科に進学した。同校在学中は、高校総体や国体少年の部に出場した経験を持つ。日本大学文理学部体育学科に進学し相撲部へ入部すると、1年次に東日本学生相撲個人体重別選手権大会100kg未満級優勝、2年次に東日本学生相撲競技会優勝、3年次に東日本学生相撲個人体重別選手権大会115kg未満級優勝の実績を残した。しかし、4年次は、2015年4月29日の全日本大学選抜相撲宇和島大会で左膝半月板損傷、左膝前十字靭帯損傷の大怪我をし、7月26日の東日本学生相撲個人体重別選手権大会で怪我を悪化させたため、以降の大会には出場できなかった。
大学卒業後は諫早農業高校相撲部OBが経営する企業に就職したが、大学同期の木﨑信志（美ノ海）の大相撲入りに刺激を受けて自身も大相撲入りを決意し、勤務先の会社の社長からも後押しを受けて諫早農業高校・日大OBの元小結・両国が師匠を務める境川部屋に入門した。新弟子検査は年齢制限となる23歳を迎える直前の2016年5月場所前に受検して合格したため、公式記録上は同場所が初土俵となっているが、この場所は左膝前十字靭帯断裂のため休場となった。なお、同年9月より競技経験者の年齢制限が25歳未満と緩和されたため、結果的には完治を待った場合でも入門が可能となっていた。事実上のデビュー場所は翌7月場所となり、この場所で前相撲に出場した。5日目の錦城（現・千代大豪）との取組では、立合いから強力な張り手を連打されたものの、最終的には堪えて左下手投げで勝利。しかし、当該取組直後に脳震盪を起こし立ち上がることも儘ならない程であった。しかし、この相撲が3勝目となったため、この場所で前相撲に出場した7人の中では最初に出世が決まり、新序出世披露には自身と同じ長崎県出身の佐田の富士の化粧廻しを借りて臨んだ。序ノ口に上がった9月場所からは4場所連続で6勝1敗の成績を残し、2017年5月場所で幕下に昇進した。この場所は3勝4敗と初めて負け越した。翌7月場所は、2日目に竜勢との取組が組まれていたが、電車を乗り間違えて取組に間に合わず不戦敗となった。なお、会場に到着したのは取組の2番後だった。しかし、この場所は4勝3敗と幕下で初めて勝ち越した。
2021年5月場所から3場所続けて6勝1敗と勝ち越した後、11月場所は最高位を更新して東幕下2枚目と勝ち越せば関取昇進が見える地位となったが、9日目の5番相撲で4敗目を喫し負け越し、13日目の7番相撲終了時点で2勝5敗。千秋楽に8番相撲が組まれ、旭大星に勝ってこの場所は3勝5敗。
2022年9月場所は東幕下4枚目で5勝2敗とし、他の力士との兼ね合いや番付運次第では新十両昇進を狙える状況となった。9月28日に開催された番付編成会議にて、正式に新十両昇進が発表された。
東十両14枚目で迎えた新十両の11月場所、初日に同じく新十両の狼雅との対戦に勝利し十両初白星を挙げたものの直後に4連敗、6日目からの4連勝で5勝4敗と一旦は白星が先行したものの、10日目から2度目の4連敗で負け越しとなり、一部スポーツ紙では負け越しの決まった13日目終了時点で對馬洋が幕下陥落必至である旨を報じたものの、続く14日目に今度は東12枚目德勝龍が2桁の10敗を喫しこちらも一部スポーツ紙で降格確実と報道され、最終的に4勝11敗と大きく負け越し、一方對馬洋は最終2番を連勝し、下半枚を残して7勝8敗と1つの負け越しで終えた。加えて場所中の幕内千代大龍、場所後の十両豊山の相次ぐ引退により昇格枠が増えたのに対し、幕下上位5枚目までの勝ち越し力士が3人しかおらず、場所後の十両昇進もその3名のみとなったこともあり、令和5（2023）年1月場所では東十両14枚目に据え置きとなった。その1月場所は11日目からの5連勝で9勝6敗とし、関取として初めての勝ち越しを決めた。東十両9枚目で迎えた続く3月場所は黒星が先行し、12日目に負け越しが決まるとそのまま4連敗で場所を終え4勝11敗、下に5枚あるとはいえ7つの負け越しとなり幕下陥落しても不思議ではない成績ではあったものの、場所後の番付編成会議で幕下からの十両昇進が3力士のみと決定、對馬洋より番付が下で對馬洋と同じ4勝11敗の十両力士が3名いることから、この時点で陥落を免れた形となった。5月場所の番付は十両最下位の西十両14枚目、初日から4連敗を喫し、11日目の時点で4勝7敗と後が無い状況だったが、そこから4連勝で勝ち越しを決め十両残留。しかし西十両11枚目で迎えた7月場所では、初日から5連敗の後2連勝したものの中日から6連敗するなど3勝12敗と十両昇進後最少の勝ち星に終わり、9月場所は西幕下2枚目に降格、十両連続在位は5場所で終わった。西幕下2枚目で迎えた9月場所は3勝4敗と負け越したものの、続くご当地11月場所では4勝3敗と3場所ぶりの勝ち越し。
東幕下2枚目で迎えた2024年1月場所は2番相撲から4連勝するなど5勝2敗で終え4場所ぶりに十両復帰、3月場所は西十両12枚目となるが、同場所と5月場所連続で7勝8敗と負け越したもののいずれも番付据え置きとなる。しかし7月場所では初日から3連敗し、4日目に新十両生田目に勝ったものの、その後11連敗で1勝14敗に終わり、9月場所は2022年1月以来の幕下2桁枚数となる東幕下10枚目まで番付を落とす。さらにそこから2場所連続2勝5敗に終わるが、2025年1月場所では1番相撲から5連勝、6番相撲で石崎に敗れたものの6勝1敗で終え、3月場所は東幕下14枚目まで番付を戻す。しかし同場所初日から休場。

## 取り口
右四つからの寄りが武器だが、叩きや突き落としなどの逆転技もよく決まる。時折相手を上手投げに仕留めることも。

## エピソード
- 2016年7月場所の前相撲の錦城戦は、翌日の食事にも支障を来すほどのダメージを残したが、錦城本人とは意気投合し、新序出世披露を待つ間に、両者が握手をする写真が月刊「相撲」(2016年8月号)に掲載された[11]。
- 2017年3月場所より、大正時代の大関の四股名である對馬洋に改名した。地元紙・長崎新聞の記事によれば自身は元大関・對馬洋と血縁関係はないが、父親が対馬出身という縁から名乗ることになったものである、とされている[12]。一方、本人は改名の際「大関對馬洋は母方の曾祖父でその四股名を継いだ」[13]とも語っている。相撲2020年5月号の企画・「相撲界家族物語」では本人談をもとに血縁関係にあるものとして両人の写真が掲載されたが、翌6月号の「続・相撲界家族物語」では前述の長崎新聞の記事にも触れたうえで血縁関係にないとみなし、企画の対象から「除外」とする措置をとった[14]。師匠は新十両昇進の際に「最初は（元大関が）おじいさんだかひいじいさんとか言っていたが、調べたら違ったんです」と説明している[7]。
- 協会公式プロフィールによると、好きな歌手はET-KING、趣味は映画鑑賞、好物はおでん、好きなYouTuberは山本義徳[15]。

## 主な成績
2025年7月場所終了現在
- 通算成績：223勝191敗23休（55場所）

| | 一月場所 初場所（東京） | 三月場所 春場所（大阪） | 五月場所 夏場所（東京） | 七月場所 名古屋場所（愛知） | 九月場所 秋場所（東京） | 十一月場所 九州場所（福岡） |
| --- | ----------------------- | ----------------------- | ----------------------- | --------------------------- | ----------------------- | --------------------------- |
| 2016年 （平成28年） | x                       | x                       | （番付外）              | （前相撲）                  | 東序ノ口26枚目 6–1      | 西序二段45枚目 6–1          |
| 2017年 （平成29年） | 東三段目73枚目 6–1      | 東三段目21枚目 6–1      | 西幕下42枚目 3–4        | 西幕下52枚目 4–3            | 西幕下43枚目 4–3        | 東幕下35枚目 3–4            |
| 2018年 （平成30年） | 西幕下46枚目 5–2        | 西幕下30枚目 3–4        | 東幕下38枚目 2–5        | 西幕下52枚目 4–3            | 西幕下43枚目 6–1        | 東幕下18枚目 5–2            |
| 2019年 （平成31年 /令和元年） | 西幕下10枚目 4–3        | 東幕下6枚目 2–5         | 東幕下16枚目 休場 0–0–7 | 西幕下56枚目 休場 0–0–7     | 西三段目36枚目 6–1      | 西幕下51枚目 6–1            |
| 2020年 （令和2年） | 西幕下21枚目 3–4        | 東幕下27枚目 4–3        | 感染症拡大 により中止   | 西幕下21枚目 6–1            | 東幕下6枚目 2–5         | 西幕下22枚目 3–4            |
| 2021年 （令和3年） | 東幕下33枚目 5–2        | 西幕下20枚目 休場 0–0–7 | 西幕下60枚目 6–1        | 東幕下28枚目 6–1            | 西幕下9枚目 6–1         | 東幕下2枚目 3–5             |
| 2022年 （令和4年） | 東幕下11枚目 5–2        | 東幕下4枚目 4–3         | 西幕下2枚目 3–5         | 東幕下7枚目 5–2             | 東幕下4枚目 5–2         | 東十両14枚目 7–8            |
| 2023年 （令和5年） | 東十両14枚目 9–6        | 東十両9枚目 4–11        | 西十両14枚目 8–7        | 西十両11枚目 3–12           | 西幕下2枚目 3–4         | 西幕下4枚目 4–3             |
| 2024年 （令和6年） | 東幕下2枚目 5–2         | 西十両12枚目 7–8        | 西十両12枚目 7–8        | 西十両12枚目 1–14           | 東幕下10枚目 2–5        | 西幕下21枚目 2–5            |
| 2025年 （令和7年） | 西幕下38枚目 6–1        | 東幕下14枚目 2–3–2      | 西幕下26枚目 3–4        | 西幕下34枚目 3–4            | x                       | x                           |
| 各欄の数字は、「勝ち-負け-休場」を示す。 優勝 引退 休場 十両 幕下 三賞：敢=敢闘賞、殊=殊勲賞、技=技能賞 その他：★=金星 番付階級：幕内 - 十両 - 幕下 - 三段目 - 序二段 - 序ノ口 幕内序列：横綱 - 大関 - 関脇 - 小結 - 前頭（「#数字」は各位内の序列） |                         |                         |                         |                             |                         |                             |

## 改名歴
- 梅野 勝満（うめの まさみつ）2016年5月場所 - 2017年1月場所
- 對馬洋 勝満（つしまなだ まさみつ）2017年3月場所 -